# Gegantó Míliu
En Míliu és una figura vinculada al barri de la Sagrada Família. Representa un personatge de ficció que va crear als anys trenta el periodista i locutor de Ràdio Barcelona Josep Torres Vilata, àlies Toresky. En Míliu era un nen inventat que tenia per objectiu principal recollir diners per a beneficència; el locutor hi mantenia converses i tots dos portaren a terme nombroses campanyes. El personatge va agafar tanta força que fins i tot se’n va fer una escultura, que és a la plaça de la Sagrada Família.
La creació de la nova figura fou iniciativa de la Colla Gegantera i Grallera de l'Associació de Veïns i Veïnes de la Sagrada Família, que va voler construir un gegantó que pogués portar el jovent del barri. Alhora, també volia recuperar el nen Míliu per continuar la tasca solidària que havia començat setanta anys enrere. El gegantó Míliu es va construir el 2009 i és obra de l'artesà d'imatgeria festiva Francesc Cisa. Es va estrenar aquell mateix any, en una trobada gegantera del barri, i des de llavors ha participat en nombroses activitats benèfiques de l'associació de veïns. També es deixa veure sovint en celebracions i cercaviles de la ciutat.